# Ranger (Texas)
Pour les articles homonymes, voir Ranger.
La ville de Ranger est située dans le comté d'Eastland, dans l’État du Texas, aux États-Unis. Elle comptait 2 468 habitants lors du recensement de 2010.
Dans les années 1920, Ranger, comme les villes voisines de Cisco, Eastland et Desdemona, était une ville pétrolière en plein essor. À l'époque, Ranger était desservie par la Wichita Falls, Ranger, and Fort Worth Railroad, aujourd'hui disparue, acquise par la Wichita Falls and Southern Railroad, l'une des propriétés de Frank Kell, Joseph A. Kemp, et plus tard Orville Bullington de Wichita Falls, Texas. La Wichita Falls and Southern a été abandonnée en 1954.

## Source
- (en) Cet article est partiellement ou en totalité issu de l’article de Wikipédia en anglais intitulé « Ranger, Texas » (voir la liste des auteurs).